# Фея (фильм, 2011)
«Фея» (фр. La fée) — французско-бельгийский комедийный фильм 2011 года. Создатели картины — комедийный дуэт Доминик Абель и Фиона Гордон, а также Брюно Роми выступили режиссёрами, сценаристами и исполнителями главных ролей в фильме.

## Сюжет
К парню по имени Дом, работающему ночным сторожем в небольшом отеле в Гавре однажды вечером приходит женщина, без чемодана и босиком. Её зовут Фиона, она представляется Дому феей и позволяет загадать ему три желания. Она исполняет два желания (Дом просит себе скутер и пожизненное топливо к нему) и исчезает. Но влюбившийся в неё Дом хочет вернуть сказочную Фиону и отправляется на её поиски…

## В ролях
- Доминик Абель — Дом
- Фиона Гордон — Фиона (фея)
- Филипп Мартц
- Брюно Роми

## Награды и номинации
Международный кинофестиваль в Стокгольме-2011
- Номинация на «Бронзовую лошадь» — главный приз фестиваля (Доминик Абель, Фиона Гордон, Брюно Роми)

Hawaii International Film Festival-2011
- Номинация на EuroCinema Hawai'i Award за лучший фильм (Доминик Абель, Фиона Гордон, Брюно Роми)

Hamptons International Film Festival-2011
- Награда Golden Starfish Award за лучший сюжет фильма (Narrative Feature) (Доминик Абель, Фиона Гордон, Брюно Роми)

Академия научной фантастики, фэнтези и фильмов ужасов-2013
- Номинация на премию «Сатурн» в категории «Лучший международный фильм»